# Ralph Bernal Osborne
Ralph Bernal Osborne de Newtown Anner House, comté de Tipperary (26 mars 1808 - 4 janvier 1882), né et baptisé sous le nom de Ralph Bernal, Jr., est un homme politique libéral britannique.

## Biographie
Il est le fils aîné du parlementaire juif sépharade de Londres Ralph Bernal, décédé en 1854, et de sa femme Ann Elizabeth White. Le jeune Bernal entre dans l'armée en 1831, en tant qu'enseigne du 71st (Highland) Regiment d'infanterie. Plus tard, il sert dans le 7e Régiment de fantassins (Royal Fusiliers) et quitte finalement l'armée en 1844 avec le grade de capitaine.
Il est élu au Parlement en 1841 en tant que député de High Wycombe, avec les libéraux, et siège ensuite pour le Middlesex (1847-1857), Douvres (1857-1859), Liskeard (1859-1865), Nottingham (1866-1868) et Waterford City (1870-1874).
Dans le Railway Times du 21 juin 1845, il est la première personne inscrite au comité provisoire des chemins de fer Leicester, Ashby-de-la-Zouch, Burton-upon-Trent et Stafford Junction Railway: Ralph R. Bernal Osborne, député de Wycombe, adresse: Albemarle Street. Le chemin de fer n'a jamais été construit.
En plus d'être député, il a également été secrétaire de l'Amirauté.

## Famille
Le 20 août 1844, il épouse Catherine Isabella Osborne (30 juin 1819 - 20 juin 1880), issue d'une famille anglo-irlandaise, fille de Sir Thomas Osborne, 9e baronnet et Catherine Rebecca Smith, et le même jour il prit son nom, devenant Ralph Bernal Osborne .
Ses deux filles ont partagé sa succession. Sa fille aînée, Edith Bernal Osborne, s'est mariée à Slough, en Irlande, le 7 février 1874, avec Sir Henry Arthur Blake . Sa fille cadette, Grace Bernal Osborne (d. Londres, 18 novembre 1926), se marie à Newtown Anner, comté de Tipperary, le 3 janvier 1874 avec William Beauclerk (10e duc de Saint-Albans) .

## Sources
- Charles Mosley, éditeur, Burke's Peerage, Baronetage & Knightage, 107e édition, 3 volumes (Wilmington, Delaware, USA: Burke's Peerage (Genealogical Books) Ltd, 2003), volume 2, page 3031.